# Kulturpalast (Warschau)
Der Kultur- und Wissenschaftspalast (polnisch Pałac Kultury i Nauki, abgekürzt PKiN) ist ein zwischen 1952 und 1955 auf Anordnung Josef Stalins im Baustil des Sozialistischen Klassizismus errichteter 237 Meter hoher Wolkenkratzer im Zentrum der polnischen Hauptstadt Warschau. In den ersten Jahren seiner Fertigstellung war das damals Stalinpalast genannte 187,68 Meter hohe Gebäude, nach dem 1948–1953 errichteten Hauptgebäude der Lomonossow-Universität in Moskau mit 240 Metern, das zweithöchste Gebäude Europas und ist heute, nachdem die Antenne 1994 angebracht wurde, mit 237 Metern das zweithöchste in Polen nach dem 2022 fertiggestellten Varso Tower.

## Geschichte und Beschreibung
Der 44 Etagen zählende Kulturpalast wurde vom russischen Architekten Lew Rudnew entworfen. Rudnew ließ sich vom Empire State Building in New York inspirieren und sammelte zudem Anregungen auf einer Rundreise durch Polen. Nach dem Besuch von Städten wie Krakau, Zamość und Lublin versuchte er eine Synthese aus Sozialistischem Klassizismus und traditioneller polnischer Architektur zu schaffen. Insbesondere die polnische Attika aus der Renaissance übernahm er für die niedrigeren Partien des Gebäudes.
Polen wurde zu dieser Zeit von der Sowjetunion kontrolliert und weil das Bauwerk als „Geschenk an das polnische Volk“ bzw. als „Geschenk der sowjetischen Nationen an die polnische Nation“ auf Anordnung der sowjetischen Führungsriege unter Josef Stalin errichtet wurde, benannte man es ursprünglich nach ihm und nannte ihn Kultur-und-Wissenschaftspalast Josef Stalin (Pałac Kultury i Nauki imienia Józefa Stalina), der noch während der Bauarbeiten am 5. März 1953 verstarb.
Grundsteinlegung war am symbolträchtigen 1. Mai, dem Tag der Arbeit, 1952, einem seit 1950 begangenen Feiertag in Polen, und innerhalb von drei Jahren wurde der Palast von 7.000 oder 10.000 Arbeitern, von denen 3.500 sowjetische Arbeiter waren, in 24-Stunden-Schichten in der Warschauer Innenstadt errichtet, die noch fast vollständig vom Zweiten Weltkrieg gezeichnet war: 85 % der Stadt waren zerstört. Die Eröffnung fand am 21. Juli 1955 statt.

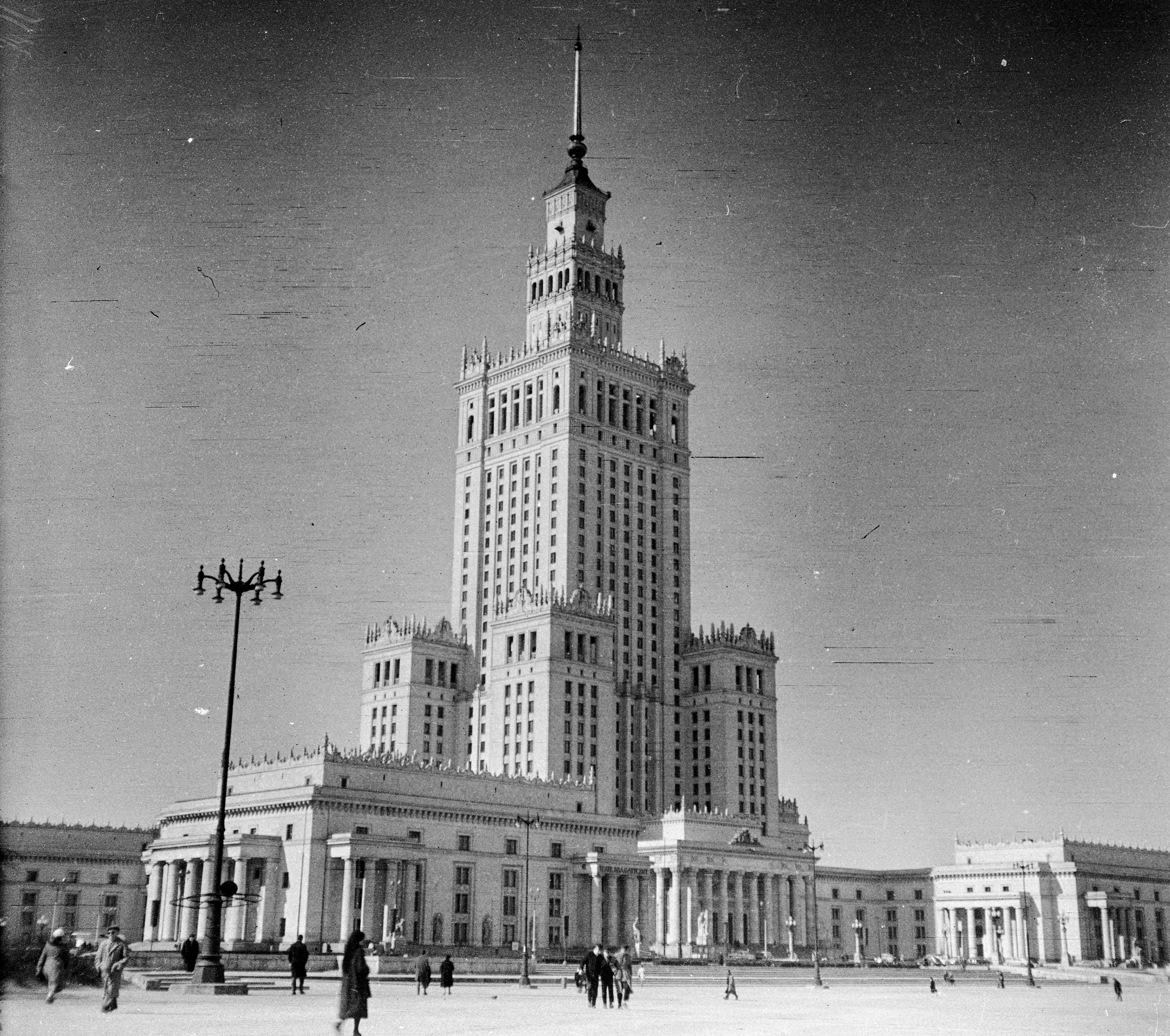
Der Warschauer Kulturpalast 1960

In der Zeit der Volksrepublik Polen war der Palast vor allem ein Ort zum Repräsentieren und Einladen: Das beste Restaurant der Stadt war dort, die Elite Polens, der Staatspartei Polska Zjednoczona Partia Robotnicza, der Polnischen Vereinigten Arbeiterpartei, sowie der Warschauer Pakt trafen sich dort.
Am 13. April 1967 trat mit den Rolling Stones, die im Rahmen ihrer Europa-Tournee unterwegs waren, eine der ersten weltbekannten Rockbands hinter dem Eisernen Vorhang auf. Der Auftritt in der im Palast befindlichen Kongresshalle unterschied sich von den bisherigen Konzerten der Rolling Stones: 3.000 der 5.000 Karten gingen kostenfrei an Parteifunktionäre und deren Familien und so spielten die Rolling Stones, statt vor kreischenden Teenies, mehrheitlich vor krawattentragenden älteren Herren. Vor dem Palast kam es zu heftigen Auseinandersetzungen zwischen der Polizei und Jugendlichen, die zum Konzert wollten.
Als Symbol der totalitären Unterdrückung zunächst unbeliebt bis verhasst und von den Warschauern verspottet, dass der schönste Blick auf Warschau, der vom Kulturpalast sei, weil man von dort eben diesen nicht sehen muss, ist der Palast zwar nicht gänzlich unumstritten (siehe Forderung nach Abriss), jedoch durch seine innere Umgestaltung und Historie bei vielen Einwohnern und Touristen beliebt und zählt zu den Wahrzeichen Warschaus. Heute beherbergt der Kulturpalast in seinen 3.288 Räumen Kinos, vier Theater und drei Museen, eine Schwimmhalle sowie eine Hochschule für Fotografie; dazu gibt es des Öfteren Modeschauen, Messen oder Konzerte in der angrenzenden Kongresshalle. Im 30. Stockwerk befinden sich darüber hinaus in 114 Metern Höhe eine Aussichtsplattform und ein Panoramarestaurant. Auf dem Dach sind ferner zahlreiche Sendeanlagen für UKW und Fernsehen angebracht. 1994 wurde auf dem Dach eine Antenne angebracht, wodurch die Gesamthöhe auf 237 Metern erhöht wurde. Die Turmuhr wurde zu Neujahr 2000 enthüllt, ist die zweitgrößte Uhr in Europa und galt zum Zeitpunkt ihrer Errichtung als höchste Turmuhr der Welt. 2010 wurde eine LED-Beleuchtung installiert, die es ermöglicht, das Gebäude in verschiedenen Farben zu illuminieren.
Der Kulturpalast ist neben dem MDM-Wohnviertel das einzige komplett erhaltene Baudenkmal der Architektur des Sozialistischen Realismus Warschaus, ein Dokument der ersten Periode des Wiederaufbaus der polnischen Hauptstadt. Schlagzeilen macht seit 2014 die Renovierung der Kongresshalle, an der schon zwei Firmen pleitegingen und über die gescherzt wird, dass man zwar einen Palast in drei Jahren bauen könne, aber für die Renovierung eines einzelnen Raums fünf Jahre und mehr benötige. Ursprünglich sollte die Renovierung zwei Jahre dauern und 45 Mio. Złoty (ca. 10 Mio. Euro) kosten.
Seit 2005 steht der Kultur- und Wissenschaftspalast unter rechtlichem Schutz und seit dem 2. Februar 2007 unter Denkmalschutz. Ungeachtet dessen forderten der polnische Außenminister Radosław Sikorski 2009 und mehrere Mitglieder der von 2015 bis 2023 in Polen regierenden Partei PiS, den Palast und weitere Gebäude aus der Zeit der Volksrepublik (1944–1989) abzureißen sowie Symbole aus dieser Zeit, wie z. B. Straßennamen oder Statuen, zu entfernen.
Anfangs noch in Weiß, erscheint das Gebäude heute in Braun-Beige, zurückzuführen auf die jahrzehntelange Luftverschmutzung.

## Heutige Nutzung
Im Kultur- und Wissenschaftspalast befinden sich neben Büros und Veranstaltungsräumen mehrere Bildungseinrichtungen, darunter die private Hochschule Collegium Civitas, das Multiplex-Kino Kinoteka mit acht Sälen, verschiedene Restaurants, Cafés und Bars, ein Postamt der polnischen Post, ein Einkaufszentrum sowie unter anderem folgende Einrichtungen:
Theater
- Dramatisches Theater Warschau
- Studio-Theater
- Teatr Lalka
- Teatr 6. piętro

Museen
- Nationales Technikmuseum in Warschau
- Evolutionsmuseum Warschau
- Muzeum Domków dla Lalek w Warszawie (Puppenhausmuseum)

## Bilder

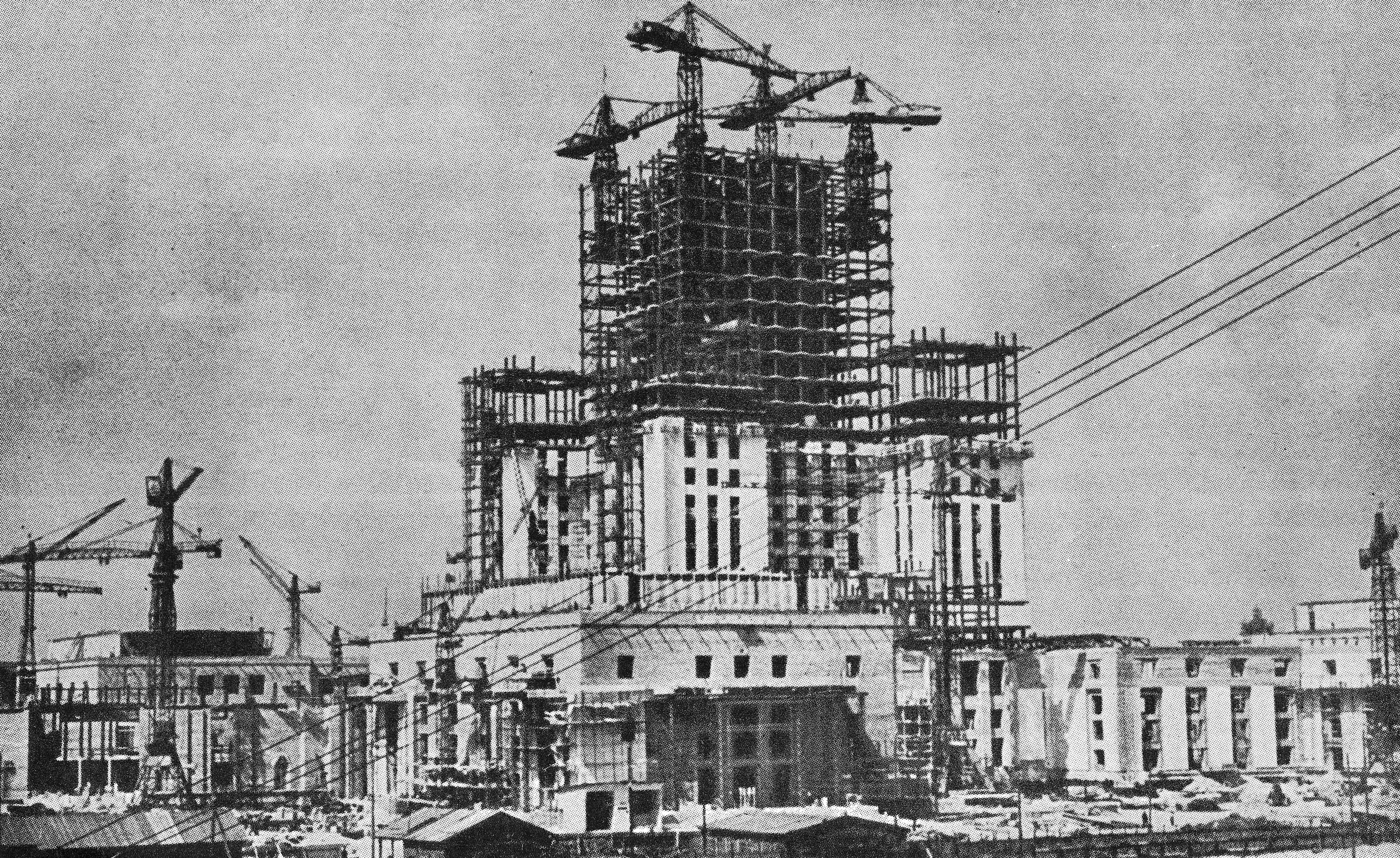
Bau 1953
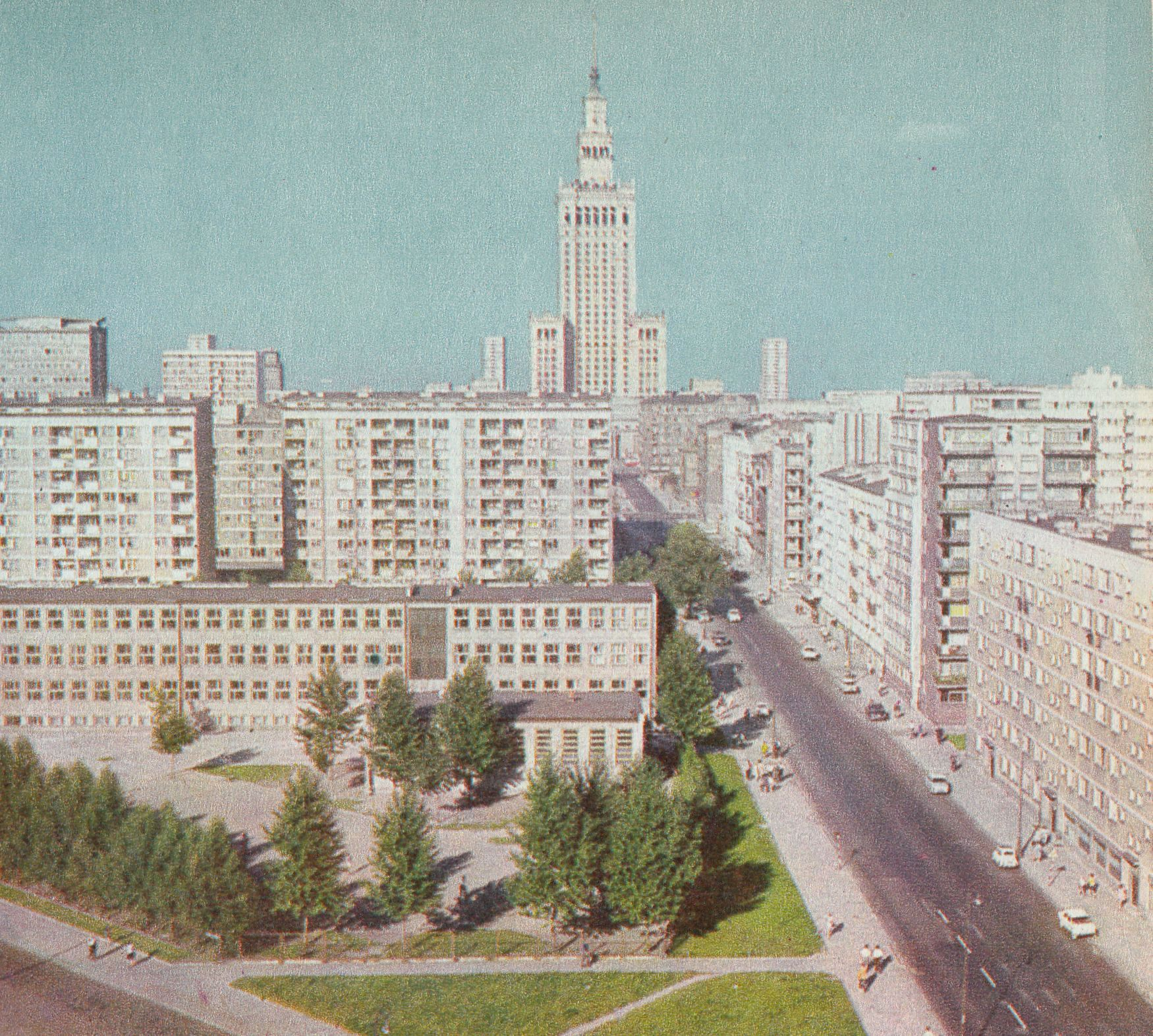
1971 mit der Straße Ulica Złota
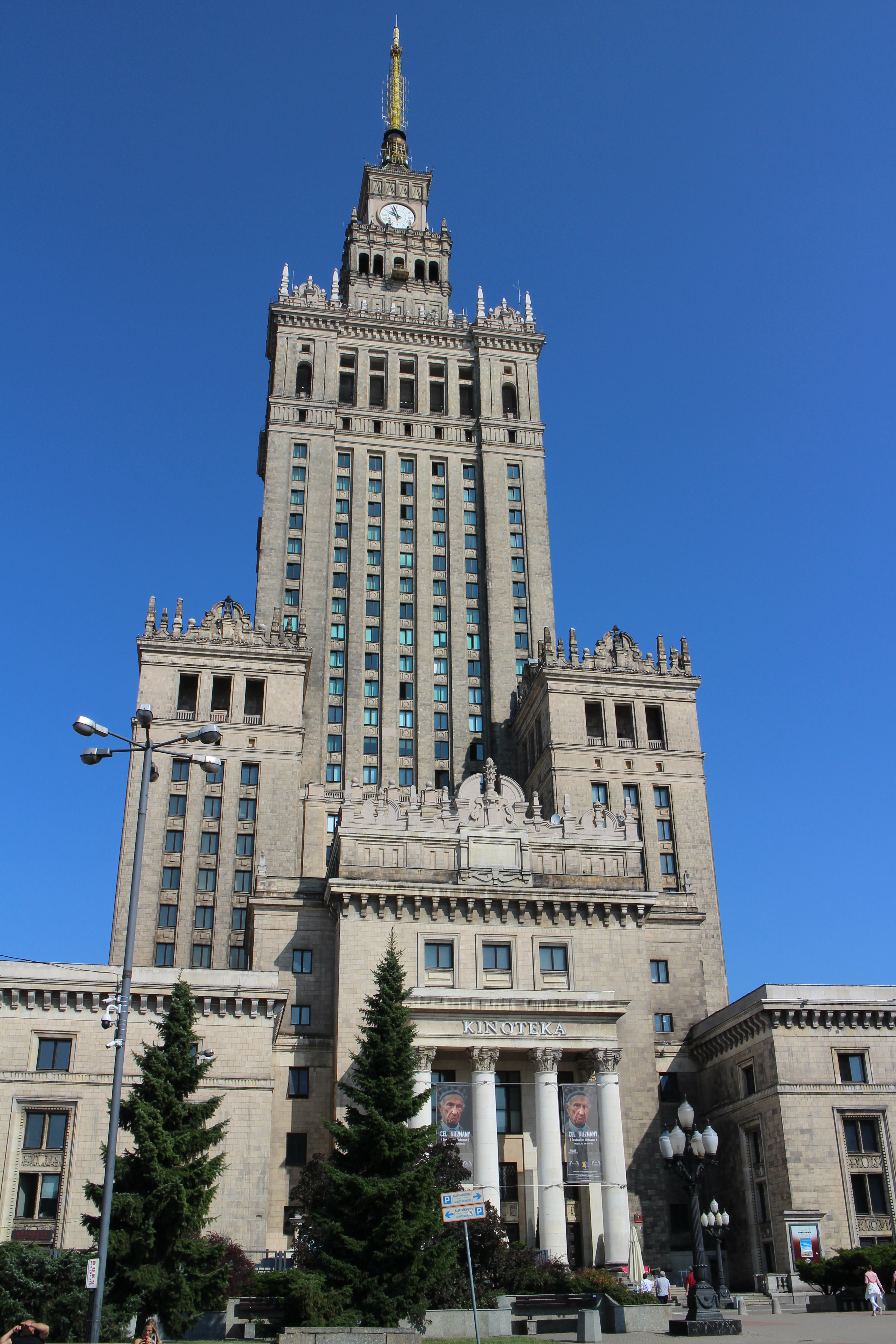
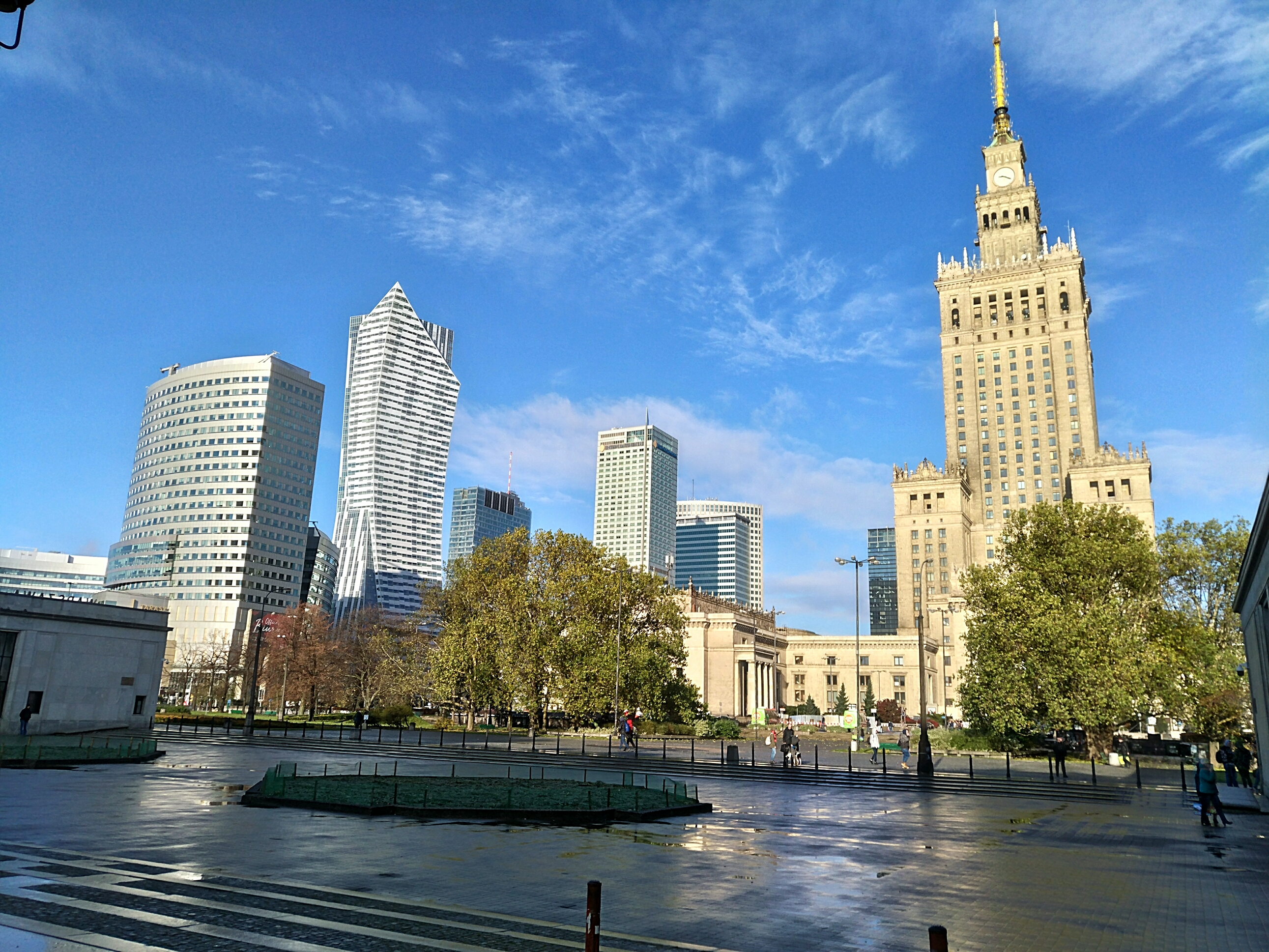
Kulturpalast mit Umgebung
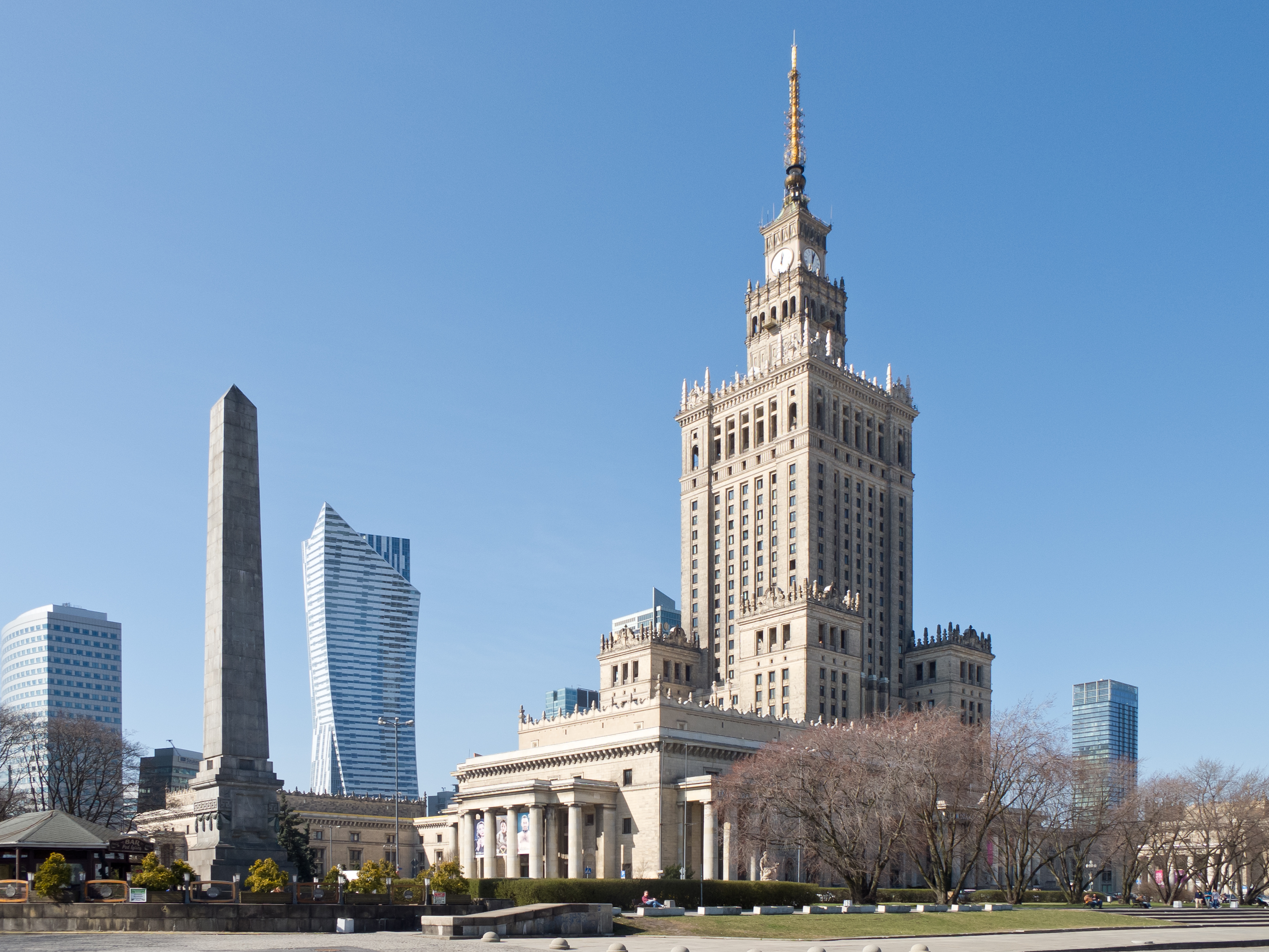
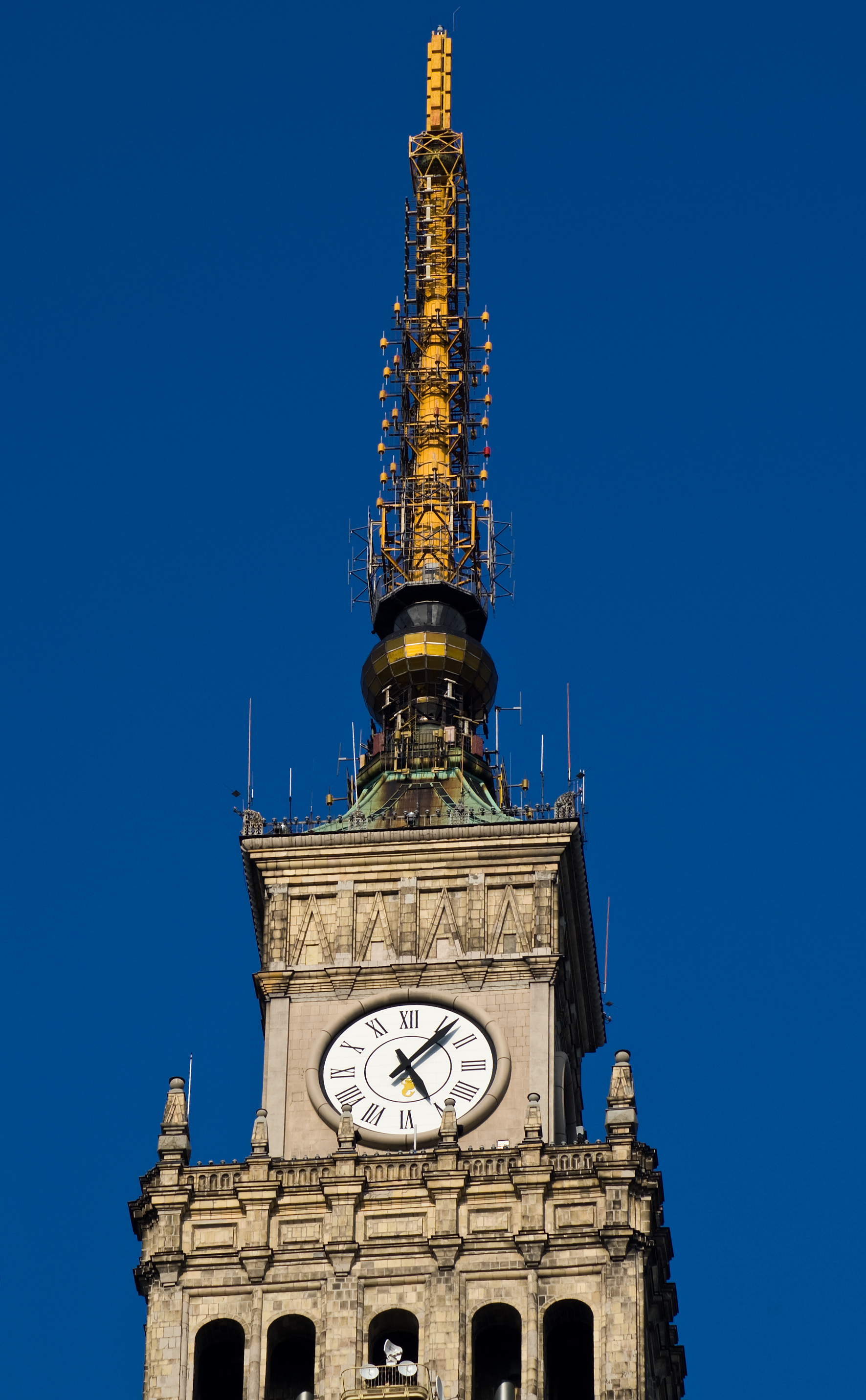
Spitze des Kulturpalastes
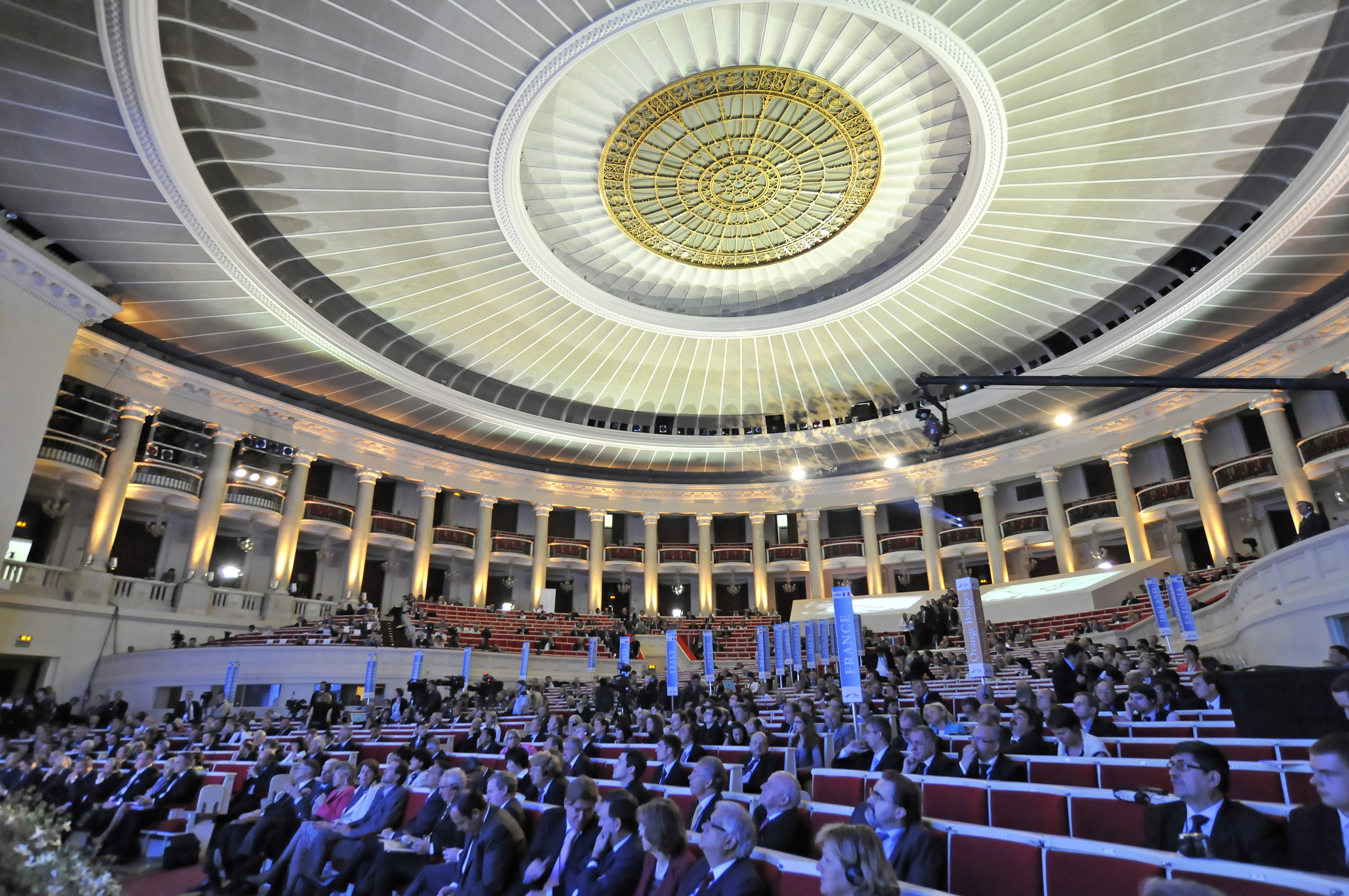
Kongresshalle im Inneren
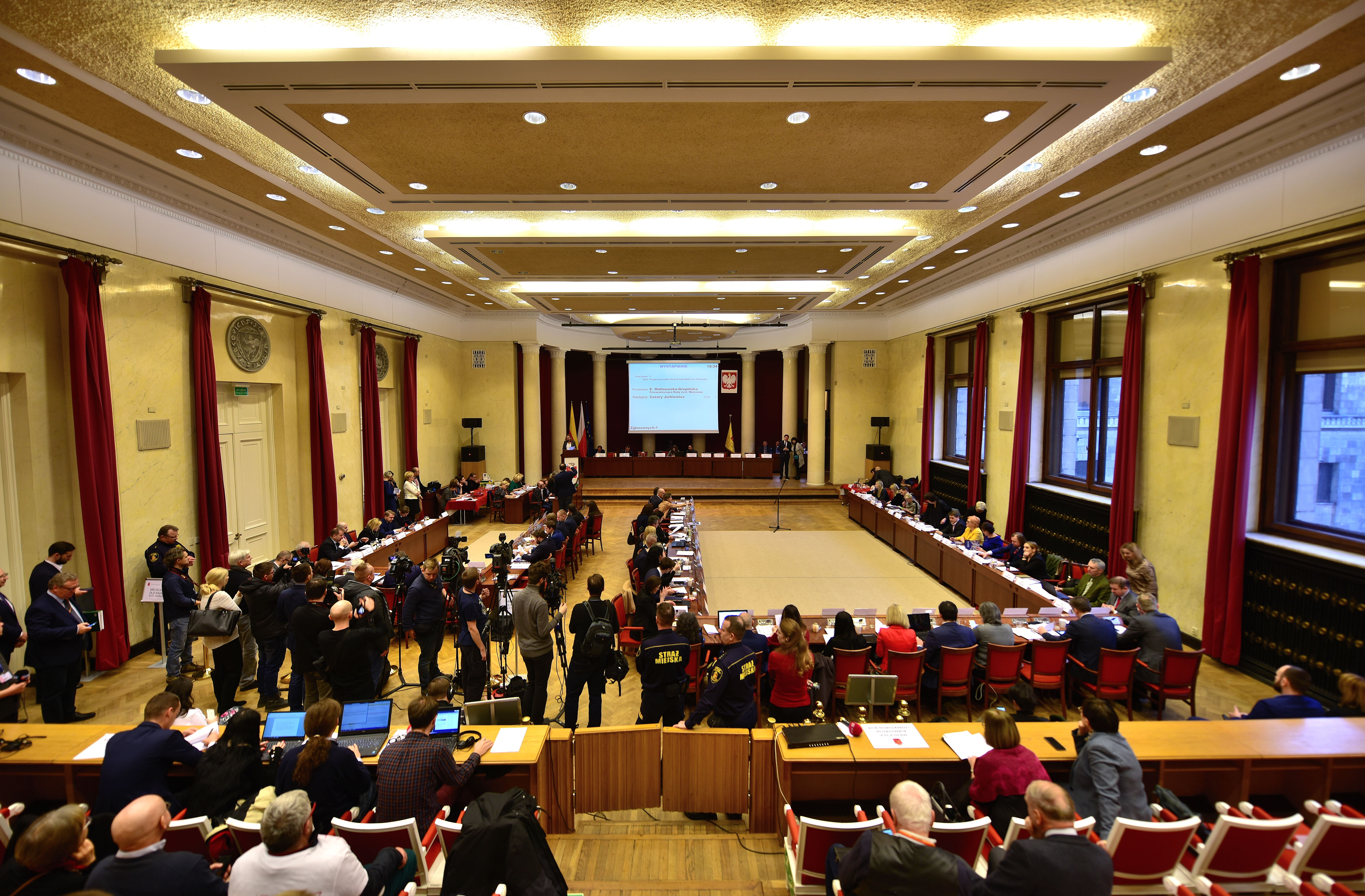
Stadtrat von Warschau im Kulturpalast, 2018
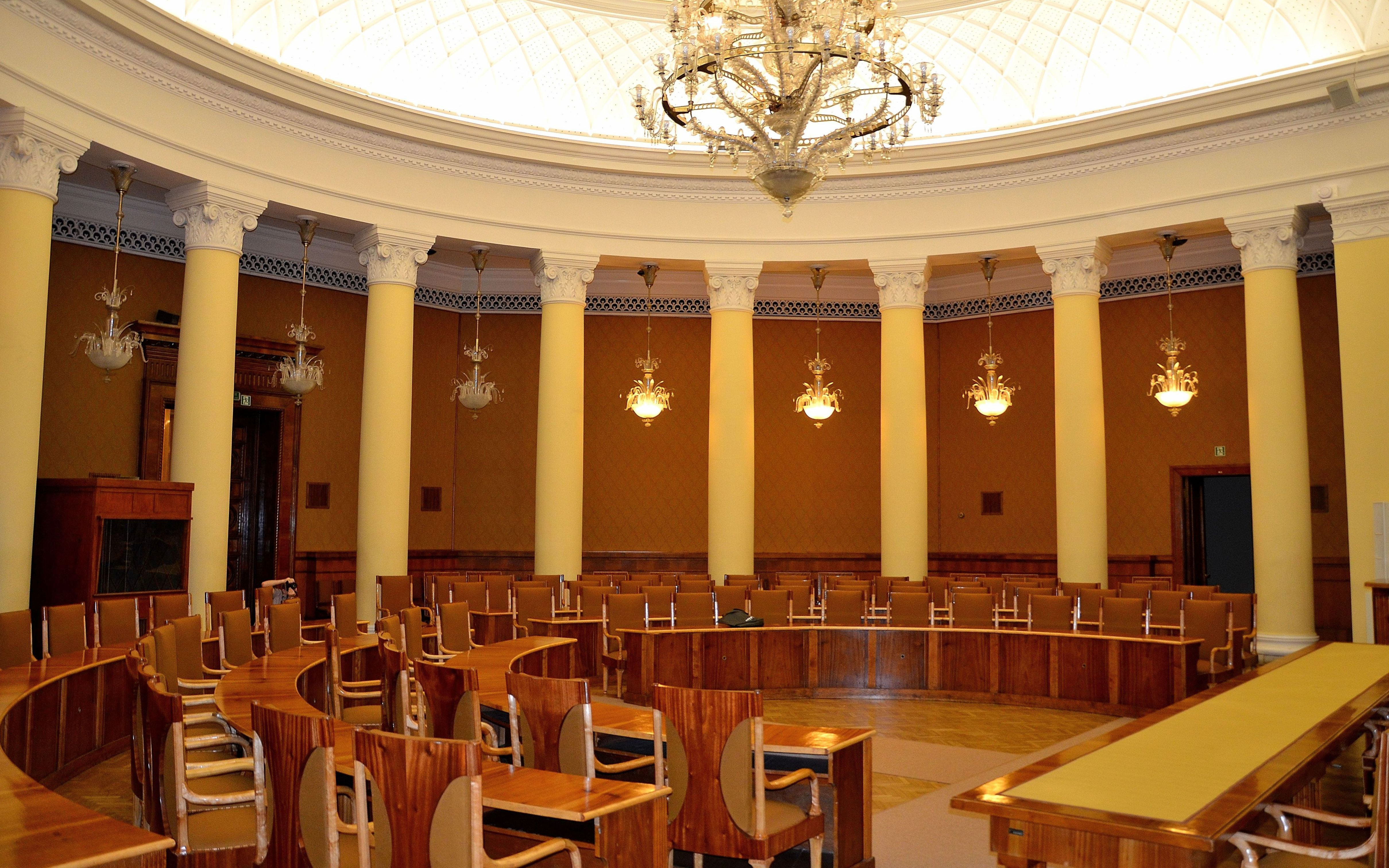
Lew-Rudniew-Saal
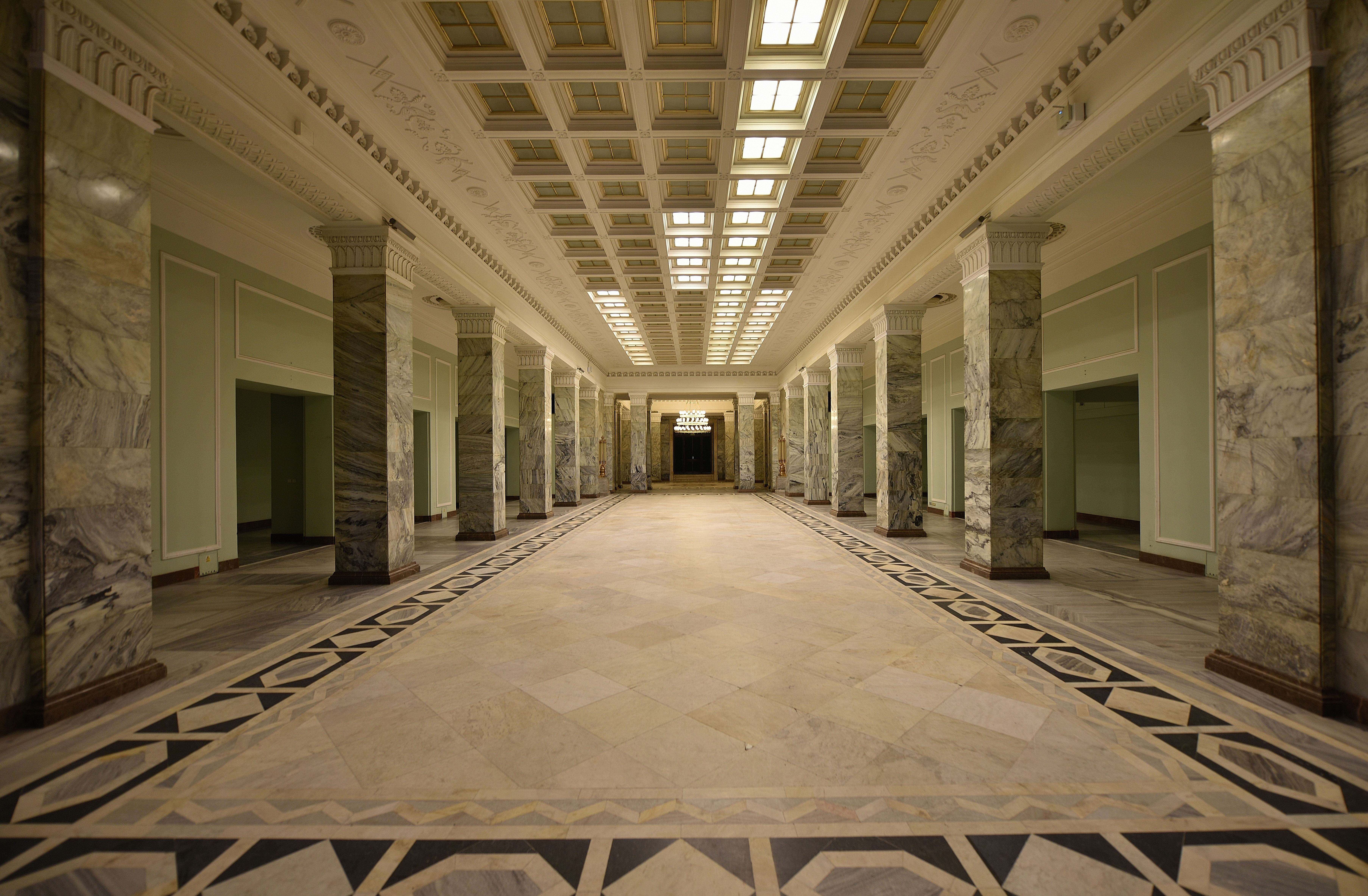
Marmorsaal
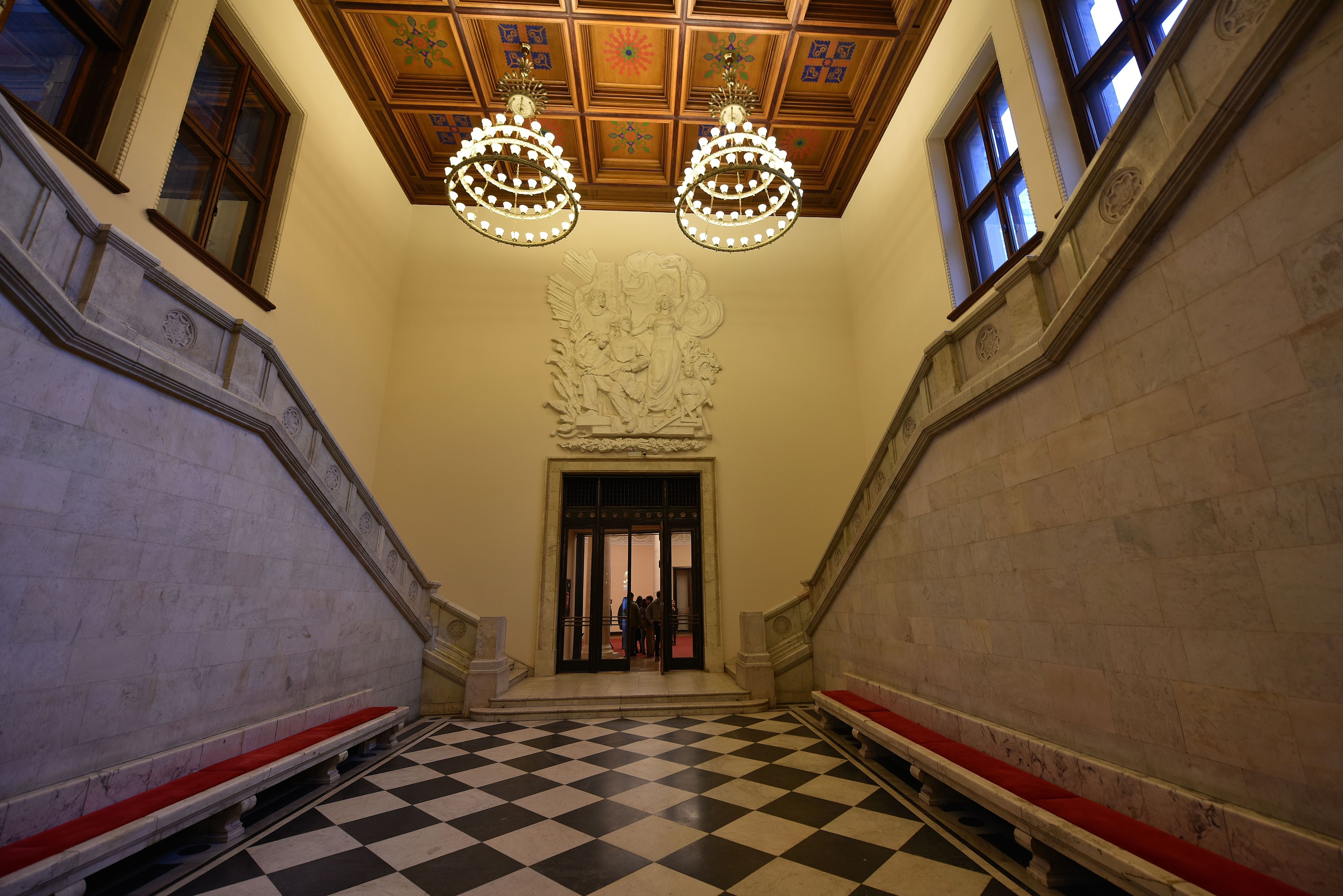
Treppe mit Eingang zum Kopernikus-Saal, darüber Relief von Georg Motowiłow
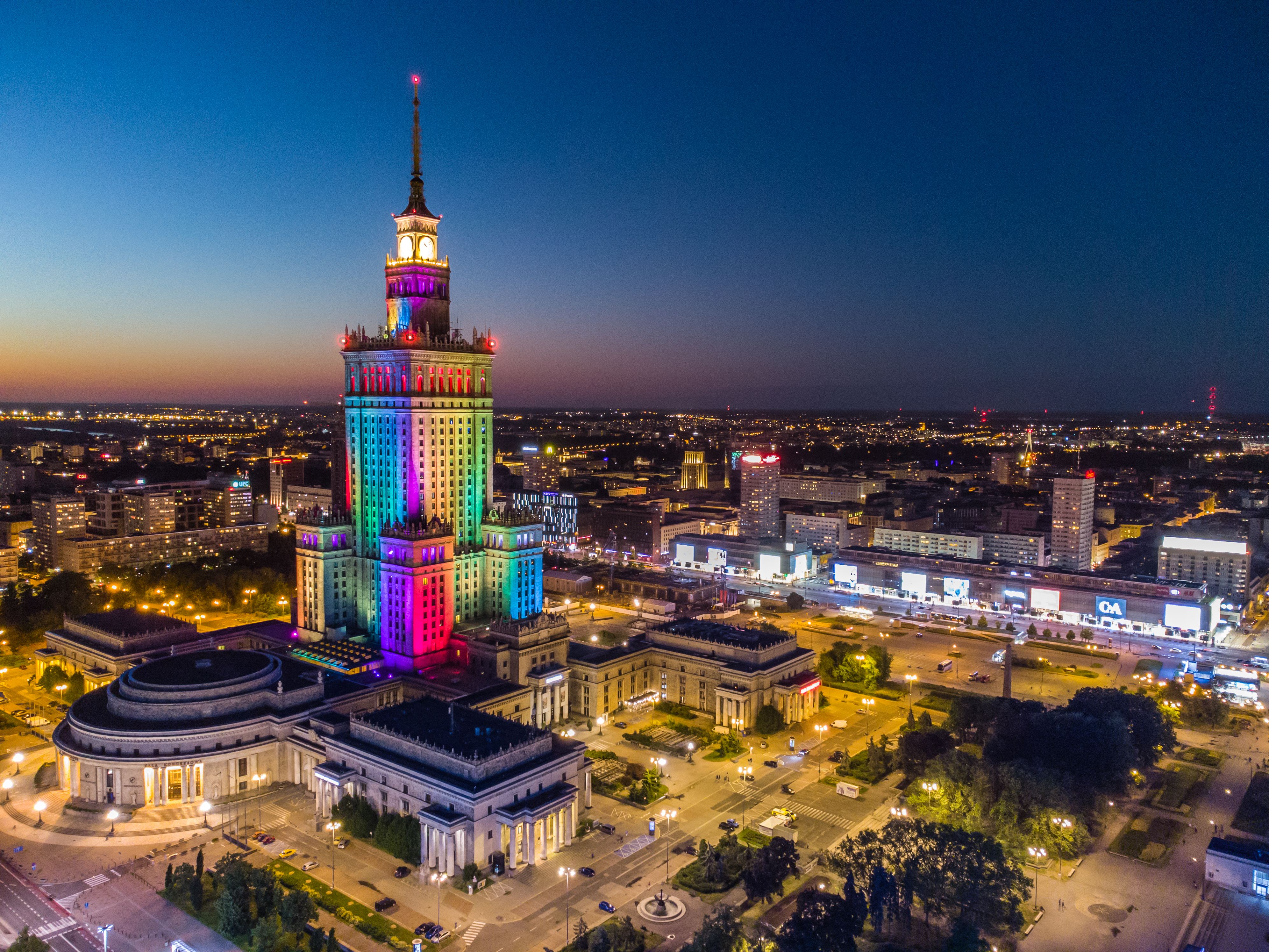
Kulturpalast am Abend
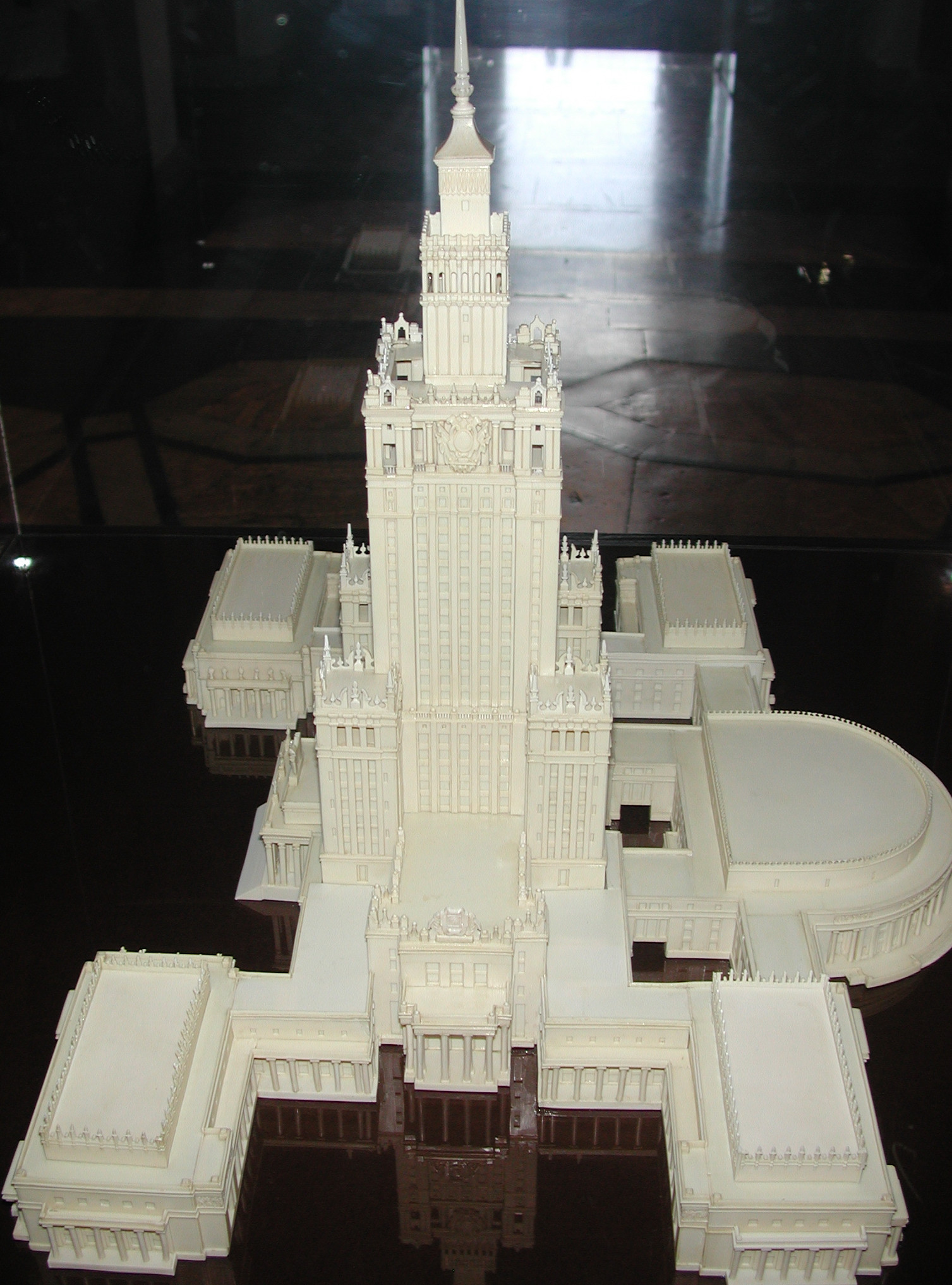
Miniatur des Kulturpalastes

## Abgestrahlte Rundfunkprogramme

### Hörfunk
| Programm                   | Frequenz  | Sendeleistung (ERP) |
| -------------------------- | --------- | ------------------- |
| Radio Maryja               | 89,0 MHz  | 1,00 kW             |
| Radio WAWA                 | 89,8 MHz  | 0,50 kW             |
| Polskie Radio              | 92,0 MHz  | 0,20 kW             |
| Temporary radio            | 92,0 MHz  | 0,20 kW             |
| Radio VOX FM Warszawa      | 93,3 MHz  | 1,00 kW             |
| Antyradio 94 FM            | 94,0 MHz  | 1,00 kW             |
| Radio RMF Maxxx            | 95,8 MHz  | 0,50 kW             |
| Radio Plus Józef 96,5 fm   | 96,5 MHz  | 10,00 kW            |
| Akademickie Radio Kampus   | 97,1 MHz  | 0,10 kW             |
| Radio TOK FM RTCN Warszawa | 97,7 MHz  | 0,10 kW             |
| Radio RMF Classic          | 98,3 MHz  | 0,10 kW             |
| Radio Złote Przeboje       | 100,1 MHz | 1,00 kW             |
| RDC – Radio Dla Ciebie     | 101,0 MHz | 10,00 kW            |
| Planeta FM                 | 101,5 MHz | 0,20 kW             |
| Radio PiN 102 FM           | 102,0 MHz | 0,50 kW             |
| Radio Kolor 103 FM         | 103,0 MHz | 1,00 kW             |
| Radio 103,7 Roxy FM        | 103,7 MHz | 0,20 kW             |
| Radio Eska Rock Warszawa   | 104,4 MHz | 0,50 kW             |
| Polskie Radio Program 2    | 104,9 MHz | 2,50 kW             |
| Radio Eska Warszawa        | 105,6 MHz | 3,20 kW             |
| Radio Warszawa             | 106,2 MHz | 1,00 kW             |
| Radio Zet                  | 107,5 MHz | 10,00 kW            |

### Fernsehen
Die Ausstrahlungen wurden Mitte 2008 zunächst nach Raszyn verlegt, seit der Umstellung auf DVB-T im Jahr 2013 erfolgt wieder eine Ausstrahlung mit geringerer Leistung im Gleichwellennetz mit dem Sender Raszyn.
| Programm | Frequenz | Kanal | ERP   | Polarisation | Antennendiagramm |
| -------- | -------- | ----- | ----- | ------------ | ---------------- |
| MUX 1    | 770 MHz  | 58    | 3 kW  | horizontal   | gerichtet        |
| MUX 2    | 690 MHz  | 48    | 3 kW  | horizontal   | rund             |
| MUX 3    | 522 MHz  | 27    | 10 kW | horizontal   | rund             |
| MUX 4    | 578 MHz  | 34    | 3 kW  | horizontal   | rund             |

Bis Mitte 2008 erfolgte Ausstrahlungen:
| Programm         | Frequenz   | Kanalnummer | Sendeleistung (ERP) |
| ---------------- | ---------- | ----------- | ------------------- |
| TVP1             | 215,25 MHz | R11         | 75 kW               |
| Temporal         | 471,25 MHz | 21          | 3 kW                |
| TVP2             | 519,25 MHz | 27          | 110 kW              |
| TVN              | 567,25 MHz | 33          | 10 kW               |
| Polsat           | 583,25 MHz | 35          | 100 kW              |
| DVB-T (Warszawa) | 690,00 MHz | 48          | 1,35 kW             |
| TVP 3            | 711,25 MHz | 51          | 100 kW              |
| DVB-T POT        | 746,00 MHz | 55          | 1,3 kW              |
| TV 4             | 767,25 MHz | 58          | 3 kW                |

## Verweise